# Shenstone (Staffordshire)
Shenstone is een civil parish in het bestuurlijke gebied Lichfield, in het Engelse graafschap Staffordshire.
Aan de westkant van de bebouwde kom, wordt het industrieterrein door een spoorweg, met het station Shenstone, gescheiden van de plaats.